# Taounate

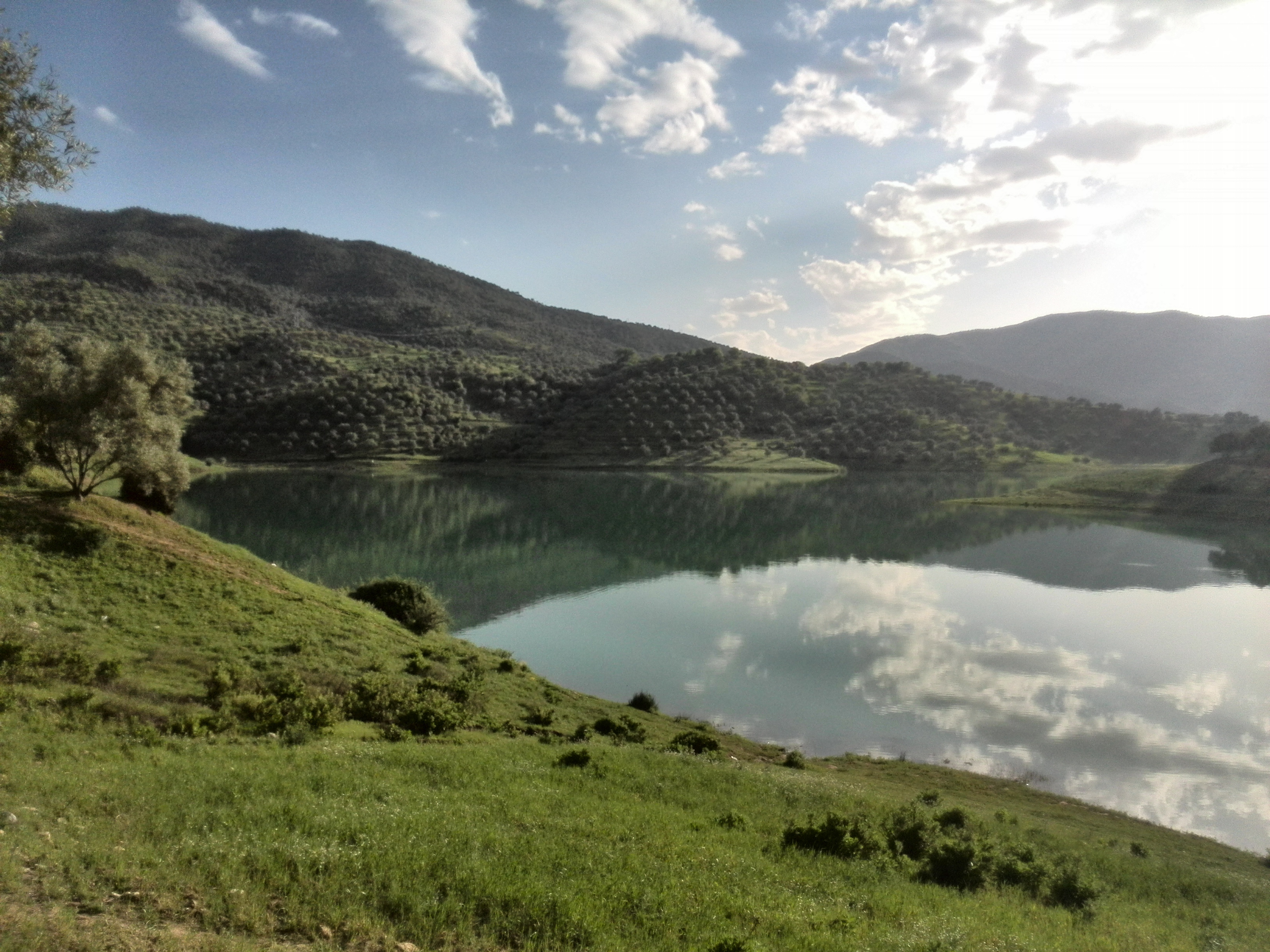
Barrage Sahla and Taounate - Landschap omgeving

Taounate is een stad in Marokko en is de hoofdplaats van de provincie Taounate.
In 2014 telde Taounate 37.616 inwoners.